# Conrado I de Carintia
Conrado I (en alemán, Conrad I, c.  975-12 o 15 de diciembre de 1011), un miembro de la dinastía Salia, fue duque de Carinthia de 1004 hasta su muerte.

## Biografía
Era el tercer hijo del duque Otón I de Carintia (d. 1004), que estaba al frente de Wormsgau en la Franconia Renana. Conrado era hermano menor del Conde Enrique de Espira (m. aproximadamente 990), el padre del primer emperador Salio Conrado II, y hermano de Bruno (m. 999), que hizo la carrera eclesiástica y se convirtió en el primer Papa alemán como Gregorio V en 996. Su abuelo Conrado el Rojo había sido un leal seguidor de Otón I de Alemania, recibiendo a cambio el Ducado de Lotaringia (Lorena) en 944. Cultivó las relaciones con los gobernantes de la dinastía Otónida casándose con Liutgarda, hija del rey, en 947. Sin embargo, en 953  fue depuesto por su implicación en una revuelta fallida encabezada por el hijo de Otón, Liudolfo de Suabia contra su tío el duque Enrique I de Baviera.
El padre de Conrado, Otto de Worms, gobernaba sobre varios Gaue francos y fue investido con el ducado de Carintia en 978 por el Emperador Otón II tras la deposición del duque luitpoldinga Enrique el Joven en la Guerra de los Tres Enriques. Otto de Worms permaneció fiel a los otónidas, incluso aunque tuvo que renunciar al ducado cuando la viuda del emperador, Teófano se reconcilió con Enrique el Joven en 985. A la muerte del duque Enrique II en 995, recibió nuevamente Carintia junto a la Marca de Verona.
Sus hermanos ya habían muerto en 1002, cuando su padre se convirtió en candidato al trono imperial tras la muerte repentina del Emperador Otón III. No obstante,  renunció a favor del duque otónida Enrique IV de Baviera, hijo del difunto Duque Enrique el Pendenciero. En torno a ese mismo año, Corando se casó con Matilda, hija del rival de Enrique, el duque Conradino Herman II de Suabia. A diferencia de su padre, Conrado apoyó la candidatura de Herman al trono alemán. Finalmente, Enrique fue elegido y coronado Rey de romanos (como Enrique II) el 7 de junio. 
Conrado y Matilda tuvieron dos hijos: 
- Conrado el Joven, Duque de Carintia de 1036[2]
- Bruno, Obispo de Würzburgo de 1034.

El matrimonio de Conrado y Matilda era consanguíneo y fue condenado por Enrique II (rival de su padre) en el sínodo de Thionville (enero 1003). No obstante, la pareja permaneció unida hasta la muerte de Conrado en 1011. 
Cuando Otto de Worms murió en 1004, su único hijo superviviente Conrado podría sucederle como duque de Carintia y Margrave de Verona. Tras la temprana muerte de Conrado, su hijo menor con Matilda, Conrado el Joven, fue desestimado para suceder a su padre en el Ducado de Carintia. En cambio, Enrique II de Alemania pasó el ducado a Adalberto de Eppenstein, casado con la hermana de Matilda, Beatrice. Conrado fue enterrado en Catedral de Worms. Su viuda Matilda se casó posteriormente con el duque Federico II de Lorena (d. 1026) y finalmente con el conde ascanio Esico de Ballenstedt.